# Bendungan Gondang
Bendungan Gondang är en dammbyggnad i Indonesien.   Den ligger i provinsen Jawa Timur, i den västra delen av landet, 600 km öster om huvudstaden Jakarta. Bendungan Gondang ligger 34 meter över havet.
Terrängen runt Bendungan Gondang är platt, och sluttar norrut. Runt Bendungan Gondang är det tätbefolkat, med 511 invånare per kvadratkilometer. Närmaste större samhälle är Babat, 15,1 km nordväst om Bendungan Gondang. Omgivningarna runt Bendungan Gondang är en mosaik av jordbruksmark och naturlig växtlighet.